# Pentti Arajärvi
Pentti Ilkka Olavi Arajärvi (ur. 2 czerwca 1948 w Helsinkach) – fiński prawnik, polityk, mąż prezydent Finlandii Tarji Halonen.

## Edukacja i działalność polityczna
Studiował na Wydziale Prawa w Uniwersytecie Helsińskim, gdzie w 1972 uzyskał licencjat. W 2003 uzyskał doktorat. Jest działaczem Socjaldemokratycznej Partii Finlandii i samorządowcem, od 1989 do 1992 i ponownie od 2012 zasiada w Radzie Miasta Helsinek.

## Życie prywatne
W 2000, kiedy jego wieloletnia partnerka Tarja Halonen została prezydentem Republiki Finlandii, wzięli ślub.